# Мусаев, Фуад Энвер оглы
Фуад Энвер оглы Мусаев (азерб. Fuad Ənvər oğlu Musayev; 11 января 1938, Баку — 16 июня 2017, Москва) — советский и азербайджанский государственный и общественный деятель. Депутат Верховного Совета СССР (1984—1989). Первый президент АФФА (1992—2003).

## Биография
Родился 11 января 1938 года в Баку. Отец — Мусаев Энвер Юсиф оглу, родом из г. Шуша, мать — Алиева Эльмира Джахангир гызы, из города Гянджа.
В 1957 году окончил среднюю общеобразовательную школу № 6 г. Баку. В 1963 году окончил строительный факультет Азербайджанского Политехнического Института по специальности «инженер-строитель». В последующие годы окончил также Академию общественных наук и Академию Народного Хозяйства СССР в г. Москва (Россия).
До 1973 года работал на стройках г. Баку от рядового мастера до заместителя директора Домостроительного комбината (ДСК) № 1. Принимал участие в строительстве жилых массивов в поселках «8-й километр», Ахмедлы, Гюнешли, Бакиханов, Хырдалан, 6, 7, 8 и 9-м микрорайонах г. Баку, а также в реконструкции ДСК № 1, 2 и 3.
В 1973 году был выдвинут на работу в аппарат Центрального Комитета Коммунистической партии Азербайджана.
С 1975 по 1977 годя являлся первым заместителем министра сельского строительства Азербайджанской ССР.
С 1977 по 1981 год являлся первым заместителем председателя Государственного Планового Комитета Азербайджанской ССР, ответственным за работу строительного комплекса.
В 1981 году являлся заместителем председателя Совета Министров Азербайджанской ССР.
С 1981 по 1983 год — секретарь ЦК Коммунистической партии Азербайджанской ССР по строительству.
С 1983 по 1988 год — первый секретарь Бакинского Городского Комитета Коммунистической партии Азербайджанской ССР. 
Депутат Верховного Совета СССР 11-го созыва (1984 — 1989).
С 1989 по 1990 год — Председатель Государственного Комитета по надзору за безопасным ведением работ в промышленности и горному надзору.
С 1990 по 1991 год — секретарь ЦК Коммунистической партии Азербайджана по промышленности.
С 1977 по 1983 — депутат Верховного Совета Азербайджанской ССР 9, 10, 12 созывов.  
С 1990 по 1991 годы — депутат Верховного Совета Азербайджана. Являлся председателем постоянной комиссии Верховного Совета по строительству и архитектуре.
Первый президент Ассоциации футбольных федераций Азербайджана (1992—2003).
Член Комитета УЕФА по организации и проведению чемпионатов Европы (1994—2000) в Англии, Нидерландах и Бельгии. 
Член Комитета УЕФА по оказанию помощи Восточно-Европейским странам, развитию и технической помощи (2000—2002) и по программам помощи (2002—2004).
Скончался 16 июня 2017 года из-за проблем с почками.

### Спортивные достижения
- 1952 — член юношеских футбольных и волейбольных команд «Спартак» и «Медик».
- 1955 — член юношеских сборных команд Азербайджана по футболу и волейболу; победитель традиционного турнира по волейболу среди молодёжных сборных Закавказских Республик и чемпиона России (г. Баку); участник Всесоюзных соревнований среди взрослых команд Центрального Совета Общества «Спартак» (г. Вильнюс, Литва).
- 1956 — чемпион Азербайджана по волейболу среди молодёжных команд; чемпион СССР по волейболу среди молодёжных команд (г. Москва); победитель международного турнира среди молодёжных команд (г. Москва).
- 1957—1962 — победитель и призёр чемпионатов Азербайджана по футболу и волейболу в составах команд Политехнического института и «Буревестник»; участник чемпионата СССР среди ВУЗов по футболу (г. Мелитополь, Украина).
- 1962—1965 — призёр первенств г. Баку и Азербайджана по футболу;
- 1969 — бронзовый призёр чемпионата СССР ЦС «Мехсул» по волейболу (г. Черкассы, Украина).
- 1972 — участник финальных соревнований Спартакиады ЦС «Мехсул» по волейболу (г. Вильянди, Эстония).

## Награды
Награждён двумя орденами Трудового Красного Знамени (1980, 1986).